# Содере
Содере (оромо Soodare) — курортный город в центральной Эфиопии. Располагается примерно в 25 километрах к югу от Назрета и в 120 километрах к юго-востоку от Аддис-Абебы, в зоне Восточного Шоа региона Оромия. Он находится на высоте 1466 метров над уровнем моря. Это одно из пяти поселений в Наннава Адаме.
Содере расположен вдоль реки Аваш и отличается пышной, тенистой растительностью. На территории курорта обитают верветки и бородавочники. Крокодилов и, реже, бегемотов можно увидеть в близлежащей реке Аваш.

## Курорт
В городе имеются горячие источники, популярные благодаря своим терапевтическим эффектам. Олимпийский бассейн, который, как сообщается, пустует в течение нескольких недель, является популярным средством отдыха для посетителей из Аддис-Абебы в выходные дни. Другие особенности включают в себя полнофункциональный ресторан, а также отель и конференц-центр.
Курорт был разработан эфиопским правительством и был введён в эксплуатацию в 1963 году. В середине 1990-х годов Содере был местом мирных переговоров между несколькими фракциями, соперничавшими за контроль над Сомали. Журналист Абдуллахи Доол прокомментировал, что «любой серьезный сомалиец, который прочтёт результаты этой последней встречи на эфиопском курорте или предыдущих, просто посмеется над именами и клановыми организациями, которые, как говорят, "представляют" эти люди».

## Население
По данным Центрального статистического агентства Эфиопии за 2005 год численность населения Содере составляет 1867 человек, из которых 992 мужчины и 875 женщин. Согласно данным национальной переписи 1994 года, общая численность населения города составляла 1042 человека, из которых 538 мужчин и 504 женщины.